# Mithu Sanyal
Mithu Melanie Sanyal ou Mithu M. Sanyal, née en 1971 à Düsseldorf, est une scientifique culturelle, journaliste et romancière allemande. Ses sujets principaux sont le féminisme, le racisme, la politique identitaire, la culture pop et le post colonialisme.

## Biographie
Mithu Sanyal grandit à Düsseldorf-Oberbilk, auprès d'une mère polonaise et d'un père indien. Elle étudie la littérature allemande et anglaise à l'université Heinrich-Heine de Düsseldorf. En 2009, elle soutient un doctorat sur l'histoire culturelle des organes génitaux féminins. Sa thèse est publiée sous le titre Vulva.
En octobre 2021, elle est admise au Centre PEN Allemagne (de).

## Journalisme
Depuis 1996, Mithu Sanyal est rédactrice permanente de la WDR, pour laquelle elle réalise des longs métrages et des pièces radiophoniques. Elle écrit également pour les médias NDR, BR, Frankfurter Rundschau, Literaturen, Die Tageszeitung, Junge Welt ou SPEX, ainsi que pour l'Agence fédérale allemande pour l'éducation civique. Elle est rédactrice honoraire du Parti communiste allemand, et de Demokratische Fraueninitiative (de).
En février 2017, un article de Mithu Sanyal et de la journaliste Marie Albrecht publié dans le quotidien (Die Tageszeitung) déclenche une polémique. Elles suggèrent d'employer le substantif Erlebende « personnes ayant vécu des violences sexuelles » à la place de Opfer (victime) qui vient du verbe opfern (sacrifier).
Des médias féministes comme le blog Die Störenfriedas ou le magazine Emma critiquent cette initiative qui selon eux banalise le viol et les violences sexuelles. À la suite de cet article, Mithu Sanyal fait l'objet d'une campagne haineuse et de cyberharcèlement. Elle est menacée de viol et de mort.

## Carrière littéraire
En 2021, Mithu Sanyal publie son premier roman Identitti. L'écrivaine décrit l'histoire de Saraswati, une professeure de théorie postcoloniale de Düsseldorf, qui affirme qu'elle est indienne. En réalité, elle est d'origine allemande. Le scandale qui suit cette révélation est raconté par l'étudiante de Saraswati, qui, comme Mithu Sanyal, a une mère polonaise et un père indien.
Les deux premiers ouvrages de l'autrice, Vergewaltigung et Vulva, sont traduits et publiés en anglais et en espagnol.

## Prix
- Dietrich Oppenberg Media Prize, Reading Foundation[1]
- 2017 : Prix spécial du programme Humanities International[12]
- 2021 : Prix Ernst Bloch[13]
- 2021 : Prix de littérature de la Ruhr[14],[15]

## Publications
- (de) Vulva – die Enthüllung des unsichtbaren Geschlechts, Berlin, Verlag Klaus Wagenbach, 2009 (ISBN 978-3-8031-3629-9)
- (de) avec Jasna Strick, Nicole von Horst und Yasmina Banaszczuk, Ich bin kein Sexist, aber ...“. Sexismus erlebt, erklärt und wie wir ihn beenden, Berlin, Orlanda Verlag, 2013 (ISBN 978-3-944666-00-6)
- (de) Vergewaltigung. Aspekte eines Verbrechens, Hamburg, Edition Nautilus, 2016 (ISBN 978-3-96054-023-6). Traduction française : Le Viol. Anatomie d’un crime, de Lucrèce à #MeToo, Montréal, Écosociété, 2024.
- (de) Identitti, München, Carl Hanser Verlag, 2021 (ISBN 978-3-446-26921-7)